# Charokopio-Universität
Die Charokopio-Universität oder Charokopos-Universität (griechisch Χαροκόπειο Πανεπιστήμιο) ist eine staatliche Universität in Athen, die Universitätsgebäude befinden sich jedoch im Vorort Kallithea.
Die Gründung erfolgte 1990 (entstand aus der Charokopio-Hauswirtschaftshochschule, die seit 1929 existiert).

## Geschichte
Die Universität ist nach Panagis Charokopos (griechisch Παναγής Χαροκόπος; 1835–1911) benannt. Er war landwirtschaftlicher Berater des rumänischen Königs Carol I. und später griechischer Abgeordneter; in seinem Testament verfügte er die Gründung und Finanzierung einer Schule für die wissenschaftlichen Ausbildung in der Hauswirtschaft. Zu diesem Zweck hatte er 1906 ein Grundstück von 20.000 m² in der Gemeinde Kallithea erworben, auf dem 1915 bis 1920 die Schulgebäude erbaut wurde. Ein neuer Flügel wurde 1959 angebaut. Der Gebäudekomplex beherbergte die „Charokopio-Hochschule“ bis 1990, als die Charokopio-Universität gegründet wurde.

## Heutige Situation

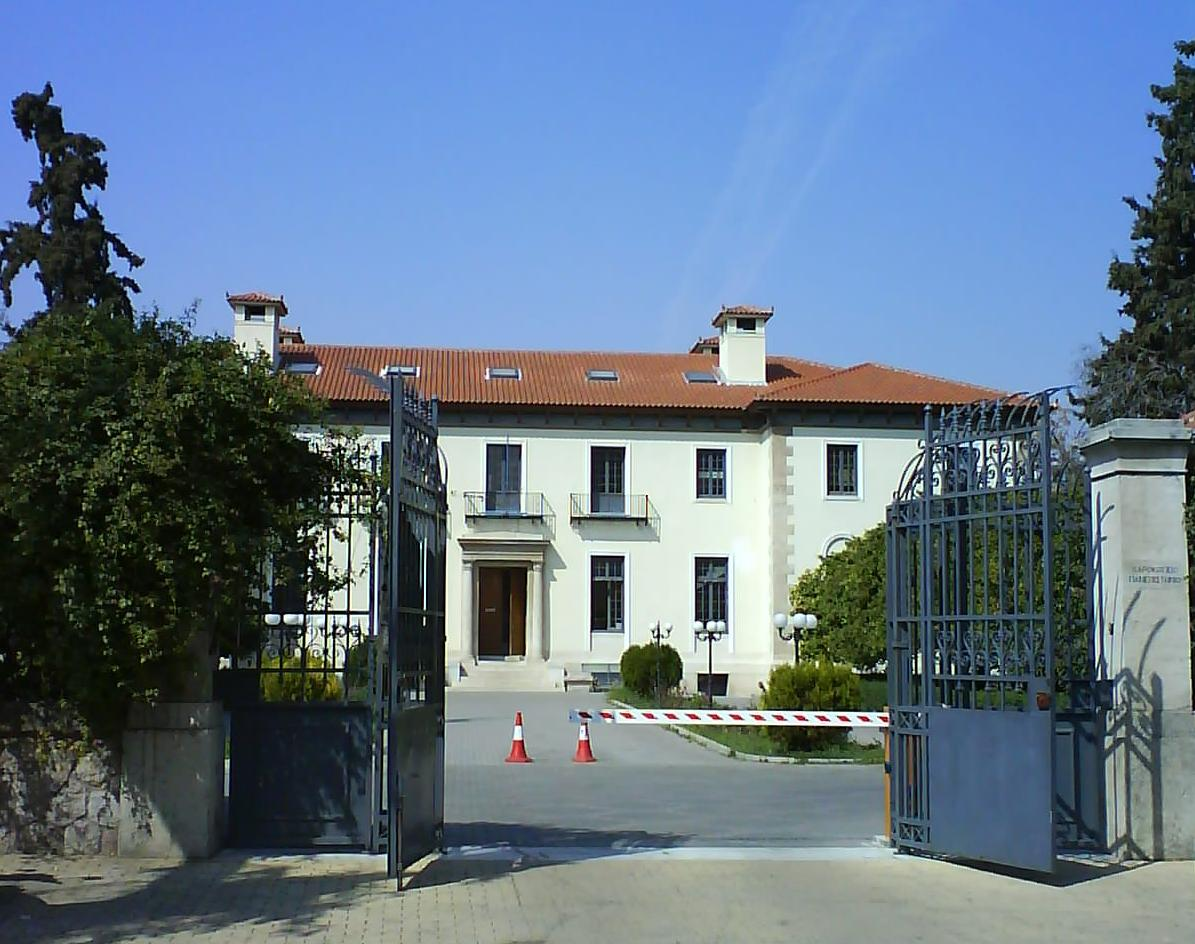
Hauptgebäude der Charokopio-Universität

An der Universität studieren ungefähr 700 Studenten. Sie ist damit die zweitkleinste Universität des Landes. Andererseits steigen die Studentenzahlen verglichen mit anderen Universitäten in Griechenland prozentual am stärksten an. In den Jahren 1993/1994 wurden die Gebäude vollständig restauriert und in den Jahren 1999–2000 ein neues Gebäude für die neu gegründete Abteilung für Geographie und die Bibliothek errichtet.
Das Department für Geographie ist mit 16 anderen europäischen Universitäten Teil des European Spatial Development Planning Network.

## Fakultäten und Institute
Es gibt vier Abteilungen, die jeweils Bachelor-Studiengänge anbieten:
- Abteilung für Diätetik und Ernährungswissenschaften
- Abteilung für Geographie
- Abteilung für Informatik und Telematik
- Abteilung für Hauswirtschaft und Ökologie

Entsprechend gibt es vier Postgraduierten-Programme, jeweils mit drei Fachrichtungen.
Einige der angebotenen Studiengänge decken Bereiche ab, die in Griechenland einzigartig oder relativ unterentwickelt sind.